# Anupama
Anupama — рід грибів родини Biannulariaceae. Назва вперше опублікована 2019 року.

## Класифікація
До роду Anupama відносять 1 вид:
- Anupama indica